# Bremen Venom
Der 1. AFC Bremen Venom ist ein American-Football-Verein für Frauen aus Bremen. Aktuell spielt die Mannschaft in der 2. Damenbundesliga, der zweithöchsten Spielklasse für Frauen in Deutschland.

## Geschichte
Der Verein wurde im Jahr 2021 als 1. AFC Lilienthal Venom e.V. von ehemaligen und aktiven Footballfunktionären aus anderen Vereinen gegründet, um Frauenfootball in Deutschland zu stärken, weshalb es sich um einen reinen Frauenverein handelt. Im September 2021 wurde daraufhin erstmals der Trainingsbetrieb aufgenommen und zur Saison 2022 folgte die Meldung zur 2. Damenbundesliga. Um die erste Saison finanzieren zu können, wurde eine Crowdfunding-Kampagne gestartet, durch die 19.000 Euro aufgebracht werden konnten.
Nach sieglosen vier Spielen beendete Lilienthal die Saison 2022 auf dem letzten Platz der Gruppe Nord.
Anfang 2025 vollzog der Verein seinen Umzug von Lilienthal nach Bremen.

## Saisonbilanzen
| Jahr   | Liga   | Platz  | S  | N  | U | Pkt.-Verhältnis | Pkt.-Diff. | Play-offs                                   |
| ------ | ------ | ------ | -- | -- | - | --------------- | ---------- | ------------------------------------------- |
| 2022   | DBL2   | 4.     | 0  | 4  | 0 | 086:183         | −97        | –                                           |
| 2023   | DBL2   | 3.     | 4  | 4  | 0 | 159:193         | −34        | –                                           |
| 2024   | DBL2   | 2.     | 6  | 2  | 0 | 178:107         | +71        | VF Niederlage: vs. SG Aachen/Cologne (6:33) |
| 2025   | GFLW2  | 3.     | 5  | 3  | 0 | 224:139         | +85        | –                                           |
| Gesamt | Gesamt | Gesamt | 15 | 13 | 0 | 647:622         | +25        | Viertelfinale: 0-1                          |

## Coaching-Staff
| Head Coach            | Justin Krieb  |
| Offensive Coordinator | Justin Krieb  |
| Defensive Coordinator | Andrew Darley |
| Offensive Line Coach  | Stefan Feith  |
| Quarterback Coach     | Daniel Kallen |
| Defensive Back Coach  | Daniel Kallen |

(Stand: 2025)